# Ламбеск, Луи де Лоррен
Луи де Лоррен (фр. Louis de Lorraine; 13 февраля 1692, неизвестно — 9 сентября 1743, неизвестно) — французский аристократ, принц де Ламбеск.

## Биография
Представитель рода Гизов, младшей линии Лотарингского дома. Единственный сын Генриха (Анри) Лотарингского (1661—1713), графа де Брионн, и Марии Мадлен де Эпине (ум. 1714).
Французский художник Франсуа де Труа изобразил Луи вместе с матерью приблизительно в 1697 году.
Вместе со своим дядей Шарлем Лотарингским, графом Арманьяком, Луи участвовал в битве при Мальплаке в 1709 году и вынужден был сдаться принцу Евгению Савойскому. Позднее он был назначен губернатором Анжу в 1712 году.
В 1719 году Луи Лотарингский получил чин бригадира во французской армии.

## Семья и дети

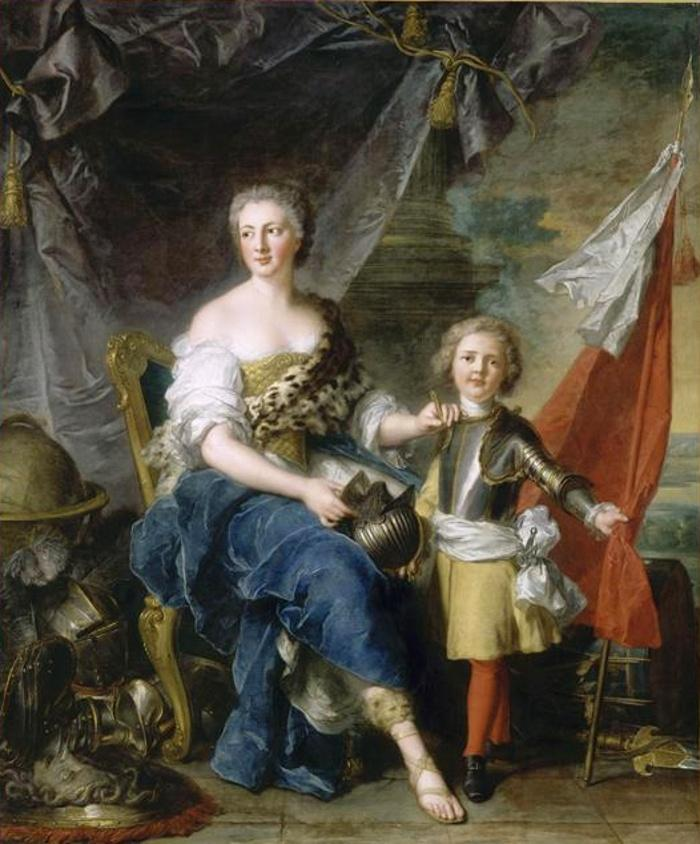
Жанна Луиза и её брат Луи-Шарль — дети Луи Лотарингского, принца де Ламбеска

22 мая 1709 года женился на Жанне Генриетте Маргарите де Дюрфор (1691—1750), внучке маршала Франции Жака-Генри де Дюрфора. Супруги имели шесть детей:
- Жанна Луиза Лотарингская (4 декабря 1711 — 2 октября 1772), не была замужем
- Луиза Лотарингская (21 июля 1722 — 6 января 1747), муж — Александр Фердинанд (1704—1773), 3-й князь Турн-и-Таксис (1739—1773)
- Генриетта Жульенна Габриэль Лотарингская (3 октября 1724 — 24 марта 1761), муж — Хайме Альвареш Перейра де Мело (1684—1749), 3-й герцог Кадавал
- Луи-Шарль Лотарингский (10 сентября 1725 — 28 июня 1761), граф де Брионн и принц де Ламбеск
- Камилл Лотарингский (31 декабря 1726 — 21 августа 1788), соборный декан в Страсбурге, аббат св.Виктора в Марселе
- Генриетта Агата Лотарингская (13 июля 1731 — 30 ноября 1756), не была замужем.